# Czerni rid
Czerni rid (bułg. Черни рид) – wieś w południowej Bułgarii, w obwodzie Chaskowo, gminie Iwajłowgrad. Według danych Narodowego Instytutu Statystycznego, 31 grudnia 2011 roku wieś liczyła 28 mieszkańców.
We wsi znajduje się pomnik zabitych w wojnie bałkańskiej.